# Pignoise
Pignoise és un grup de pop punk espanyol, fundat el 2002 per l'exfutbolista Álvaro Benito Villar.

## Biografia

### Els primers anys
Després d'una lesió que pràcticament va acabar amb la seva carrera com futbolista al Reial Madrid, en les seves llargues sessions de rehabilitació i repòs, a Álvaro li van regalar una guitarra, que a poc a poc va aprendre a tocar i a compondre les seves pròpies cançons. A la clínica de rehabilitació va conèixer Héctor Polo, un altre futbolista maleït per les lesions i que tocava la bateria, van decidir formar un grup, pel que Álvaro va anunciar la seva retirada oficial del futbol, després d'alguns càstings, va entrar a la banda el baixista Pablo Alonso, estudiant asturià resident en Madrid. Els seus dos primers discs, amb prou feines van tenir repercussió en el mercat.

### Anunciado en televisión: El salt a la fama
La fama els va venir gràcies al tema "Nada que perder" elegit com a principal sintonia de la sèrie "Los hombres de Paco", en la qual la banda apareix amb certa freqüència a més, com personatges secundaris assagen i donen els seus concerts al bar en el qual es reuneixen els protagonistes de la sèrie, tal va arribar a ser l'èxit que van firmar amb la discogràfica Dro i van gravar un nou àlbum, Anunciado en televisión. Aquest disc tenia unes melodies i cançons més complexes i treballades.
És gràcies a Anunciado en televisión que Pignoise impulsa la seva carrera portant-los a recórrer tot l'estat espanyol fent un total de 170 concerts en un any i mig. Aquest mateix àlbum els fa guanyar un disc de platí i mantenir-se en els primers llocs de vendes durant els 19 mesos que van seguir el seu llançament. Durant l'enregistrament i promoció d'aquest CD, hi havia un quart membre, Jesús Mateos, que s'encarregava de la primera guitarra i va deixar la banda per motius personals.

### Cuestión de gustos

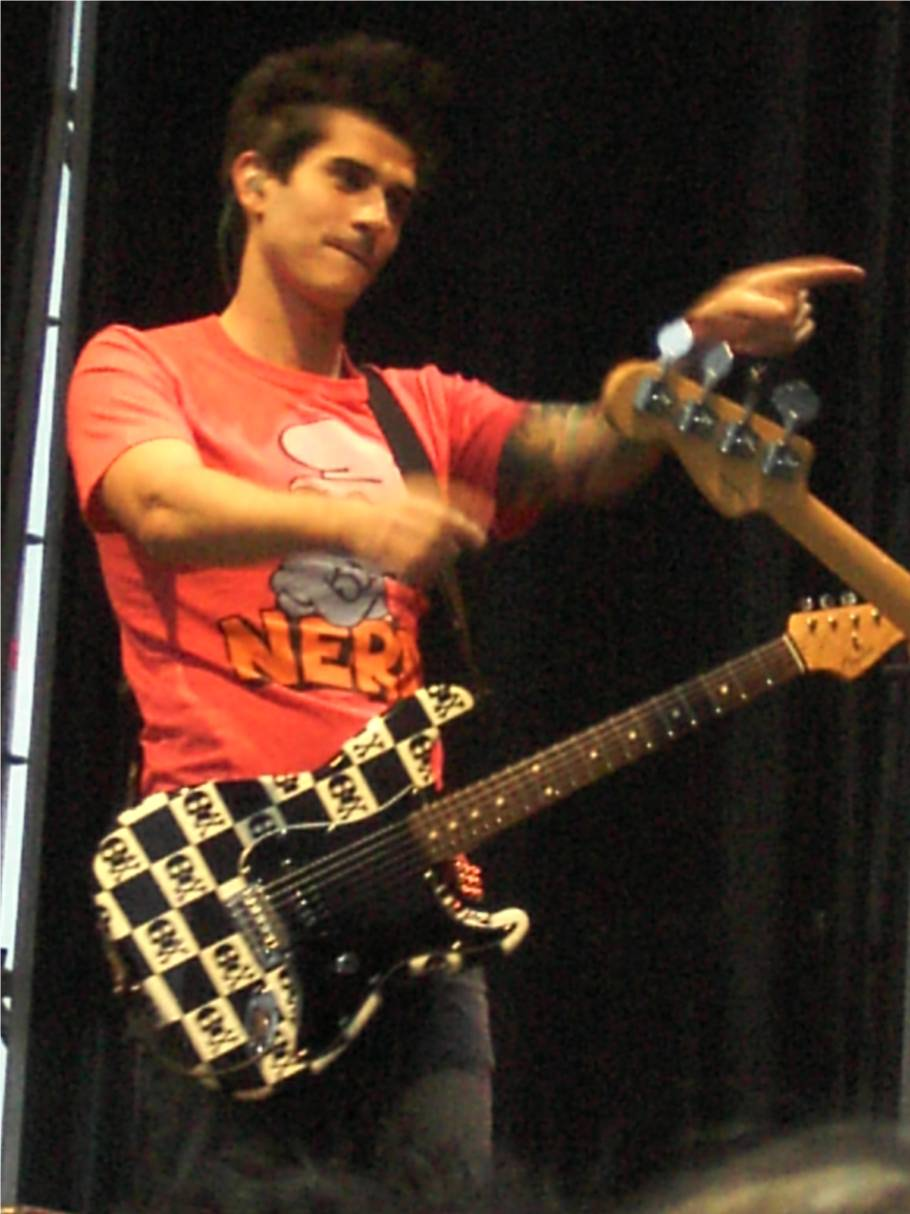
Álvaro Benito en un concert a Barcelona.

El 23 d'octubre de 2007 va sortir en venda el seu disc Cuestión de gustos i seu primer single "Sigo llorando por ti". Aquest disc, en paraules del mateix Álvaro, manté l'essència de la banda, però és més complet. Quant a la tristesa que emanen les lletres, Álvaro afirma que em surt de dins explicar històries tristes, encara que en les cançons no estic parlant de mi.
La banda va publicar un segon single, "Sin ti", i es troba de gira per Llatinoamèrica i Espanya. A més es va encarregar de compondre i interpretar la cançó oficial de la Selecció de futbol d'Espanya a l'Eurocopa 2008, titulada Pasar de cuartos.

### Año zero
El 20 d'abril de 2010 Pignoise publicà el seu primer disc amb la discogràfica Sony BMG amb el títol Año zero i el seu primer single fou "Todo me da igual".

## Discografia
- Melodías desafinadas (2003)
- Esto no es un disco de punk (2005)
- Anunciado en televisión (2006)
- Cuestión de gustos (2007)
- Año zero (2010)
- Por dento (2011, extended play)
- El tiempo y el espacio (2013)

### Singles
- 2003 Sin identidad
- 2003 Mundo perdido
- 2005 Diez horas
- 2006 Nada que perder
- 2007 Te entiendo
- 2007 Sigo llorando por ti
- 2008 Sin ti
- 2008 Sube a mi cohete
- 2009 Estoy enfermo amb Melendi
- 2010 Todo me da igual
- 2010 Cama vacía
- 2010 Quiero
- 2010 Bajo tu suela
- 2011 Nubes de algodón
- 2011 La prisión del tiempo
- 2013 La gravedad